# Heterocyclus petiti
Heterocyclus petiti é uma espécie de gastrópode  da família Hydrobiidae. É endémica de Nova Caledónia.